# 1938 County Championship
Navigation
Édition précédente Édition suivante
Le 1938 County Championship fut le quarante-cinquième County Championship. Le Yorkshire a remporté son vingtième titre de champion.
Le système de points pour le championnat a été modifié comme suit  :
- 12 pts pour une victoire
- 6 pts pour un tie
- 4 pts pour une première manche mène dans un match tiré ou perdu
- 8 pts pour une victoire dans un match avec un jour de règles

## Classement
| Equipe           | Pld | W  | L  | D  | 1st Inns Loss | 1st Inns Draw | Pts  | Average |
| ---------------- | --- | -- | -- | -- | ------------- | ------------- | ---- | ------- |
| Yorkshire        | 28  | 20 | 2  | 6  | 0             | 4             | 256  | 9.14    |
| Middlesex        | 22  | 15 | 5  | 2  | 0             | 1             | 184  | 8.36    |
| Surrey           | 25  | 12 | 6  | 7  | 2             | 5             | 172  | 6.88    |
| Lancashire       | 28  | 14 | 6  | 8  | 0             | 6             | 192  | 6.85    |
| Derbyshire       | 25  | 11 | 8  | 6  | 3             | 4             | 160  | 6.40    |
| Essex            | 26  | 12 | 11 | 3  | 3             | 2             | 164  | 6.30    |
| Somerset         | 25  | 10 | 9  | 6  | 1             | 5             | 144  | 5.76    |
| Sussex           | 29  | 11 | 9  | 9  | 3             | 3             | 156  | 5.37    |
| Kent             | 27  | 8  | 14 | 5  | 2             | 4             | 120  | 4.44    |
| Gloucestershire  | 28  | 8  | 13 | 7  | 2             | 4             | 122* | 4.35    |
| Worcestershire   | 30  | 9  | 11 | 10 | 2             | 3             | 128  | 4.26    |
| Nottinghamshire  | 25  | 7  | 10 | 8  | 2             | 3             | 106* | 4.24    |
| Warwickshire     | 22  | 7  | 7  | 8  | 0             | 2             | 92   | 4.18    |
| Hampshire        | 30  | 9  | 16 | 5  | 4             | 0             | 124  | 4.13    |
| Leicestershire   | 22  | 4  | 9  | 9  | 1             | 7             | 80   | 3.63    |
| Glamorgan        | 22  | 5  | 9  | 8  | 1             | 3             | 76   | 3.45    |
| Northamptonshire | 24  | 0  | 17 | 7  | 3             | 1             | 16   | 0.66    |

- comprend 2 points pour une égalité lors des premières manches d'un match perdu